# Albert Gleizes
Albert Gleizes, född 8 december 1881 i Paris, Frankrike, död 23 juni 1953 i Saint-Rémy-de-Provence, var en fransk målare, grafiker och konstskribent.

## Biografi
Albert Gleizes var brorson till Léon Comerre, en framgångsrik porträttmålare som vann Prix de Rome 1875. Efter att ha avslutat sin gymnasieutbildning tillbringade han fyra år i den franska armén och började därefter en karriär som målare. 
Gleizes började som självlärd att måla omkring 1901 i en impressionistisk tradition. Hans första landskapsmålningar från Courbevoie var särskilt inspirerade av Sisley eller Pissarro.
Efter en mycket kort period i fauvismens anda imponerades Gleizes 1909 så starkt av en målning av Le Fauconnier att han övergav sitt tidigare impressionistiska manér och tog kontakt med andra kubistiska målare.
Under sommaren samma år blev hans stil linjär och avskalad, uppdelad på olika former och aspekter med försvagade färger, nära den stil som Henri Le Fauconnier utövade. År 1910 började en grupp bildas som inkluderade Gleizes, Jean Metzinger, Fernand Léger och Robert och Sonia Delaunay. De träffades regelbundet i Henri le Fauconnier ateljé på rue Notre-Dame-des-Champs, nära Boulevard de Montparnasse. Dessa soaréer skulle ofta också besökas av författare som Guillaume Apollinaire, Roger Allard, René Arcos, Paul Fort, Pierre Jean Jouve, Alexandre Mercereau, Jules Romains och André Lax. Tillsammans med andra unga konstnärer ville gruppen betona studier av formen, i motsats till den neo-impressionistiska betoningen på färg. 
Från 1910 och framåt var Gleizes direkt involverad i kubismen, både som konstnär och teoretiker. Han arbetade i en strängt arkitektonisk och ytbunden form som också präglade hans senare rent nonfigurativa konpositioner. Färgerna är rena och klara. Genom sina många skrifter, framför allt om kubismen, verkade han som en betydelsefull teoretiker. Tillsammans med målarkollegan Jean Metzinger utgav han den första boken om kubism, Du "Cubisme" (1912).
I augusti 1937 beslagtog propagandaministeriet i Nazityskland vad som fanns av honom på tyska museer, därför att det klassificerades som entartete Kunst. Det var två målningar från 1911 och 1912, vilka båda visades året efter på den vanvördiga Entartete Kunst-utställningen i Hamburg. Deras vidare öden efter 1941 beskrivs som "okänt". Tre grafiska blad konfiskerades också. Två av dessa noterades som zerstört [förstörda] av myndigheterna, medan det tredje, ett schablontryck i tempera idag återfinns på Historisches Museum i Rostock.
Albert Gleizes finns representerad vid bland annat Moderna museet och Arkivet för dekorativ konst.

## Galleri

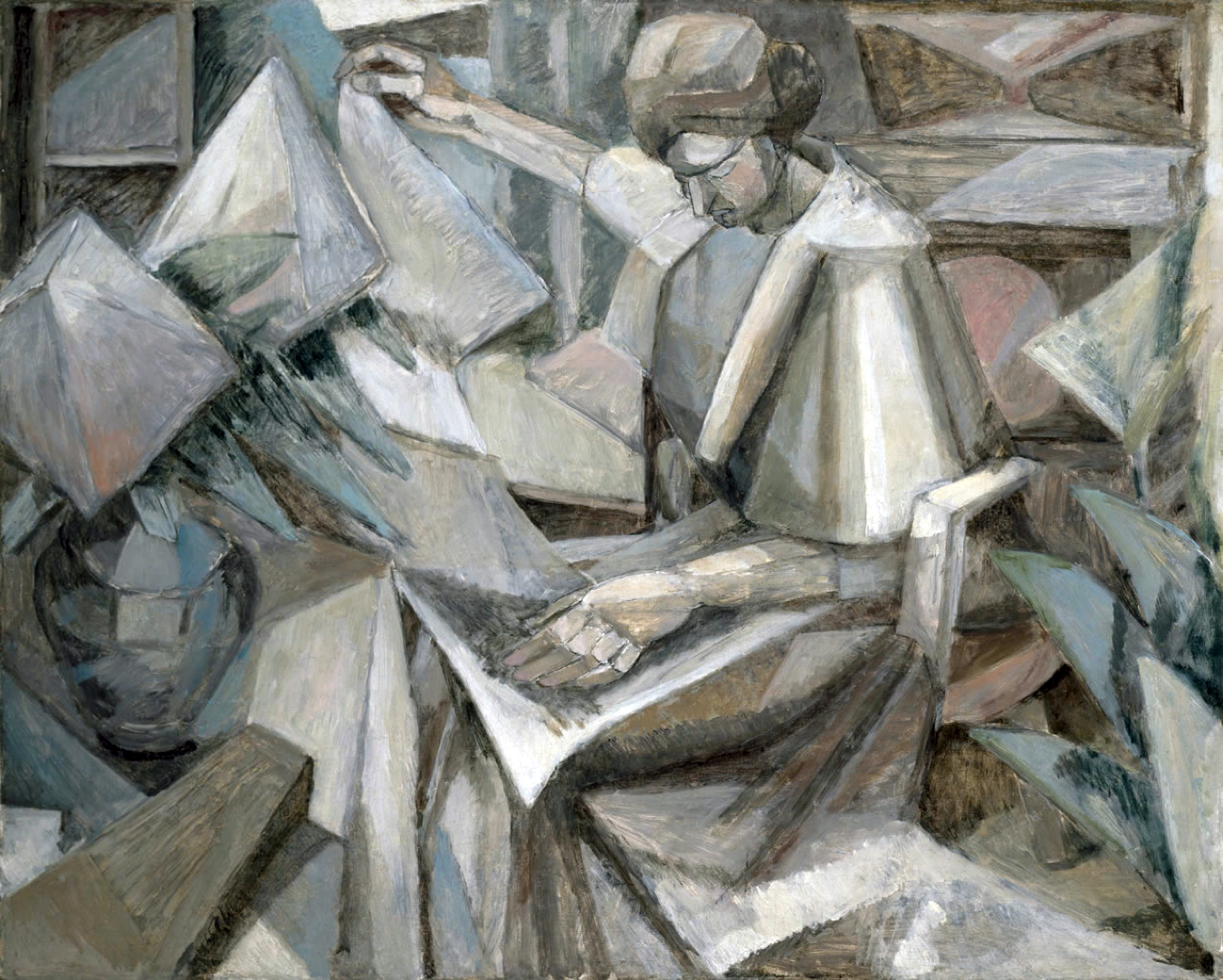
Femme aux Phlox (1910), olja på duk, 81.6 cm × 100.2 cm. Visad första gången på Salon des Indépendants (1911), därefter på Salon de la Section d'Or (1912) och på Armory Show (1913) i USA. Tillhör Museum of Fine Arts i Houston.
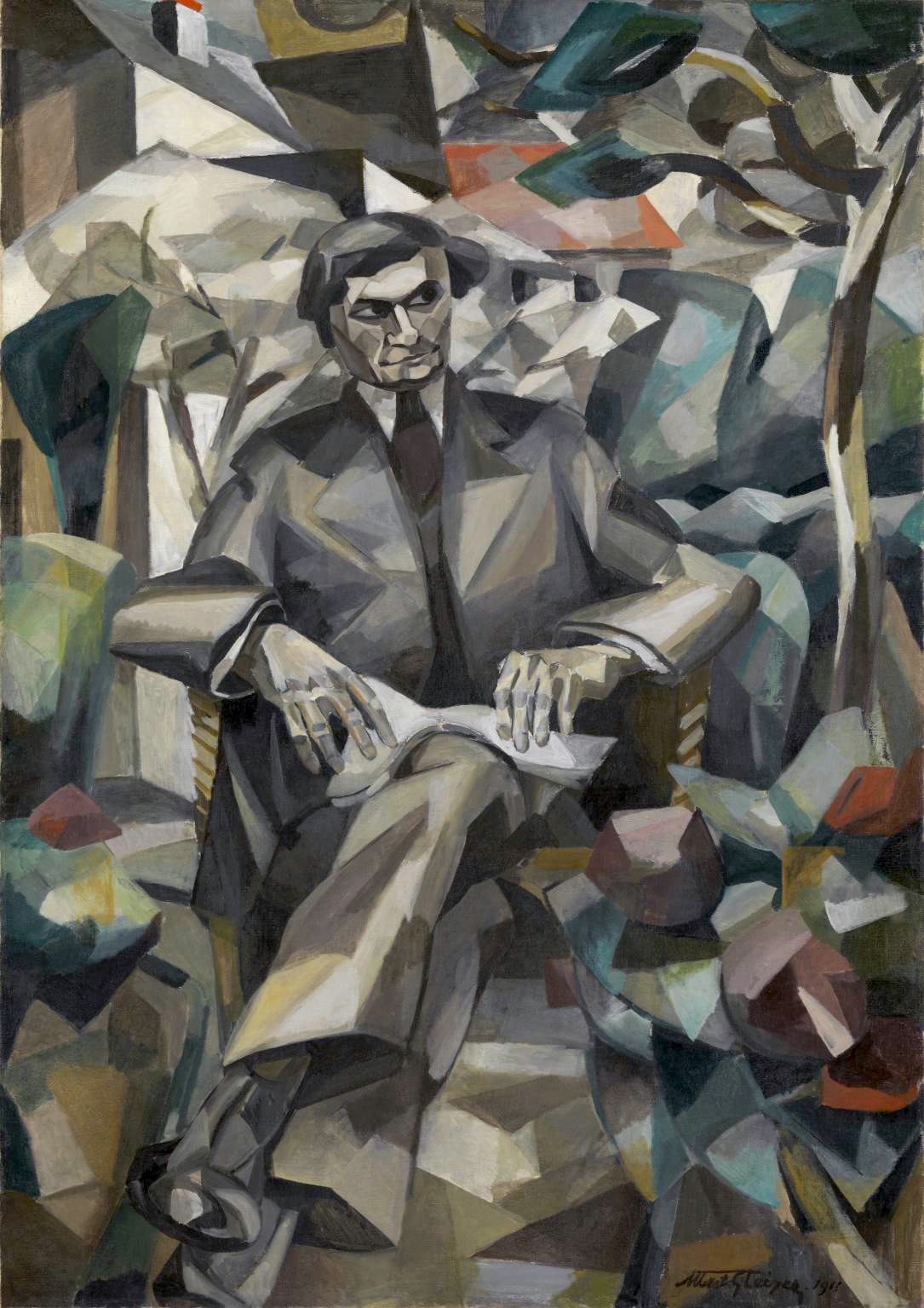
Portrait de Jacques Nayral (1911), olja på duk, 161.9 x 114 cm. Visad första gången på Salon d'automne 1911 och på Salon de la Section d'Or 1912. Tillhör Tate Modern i London.
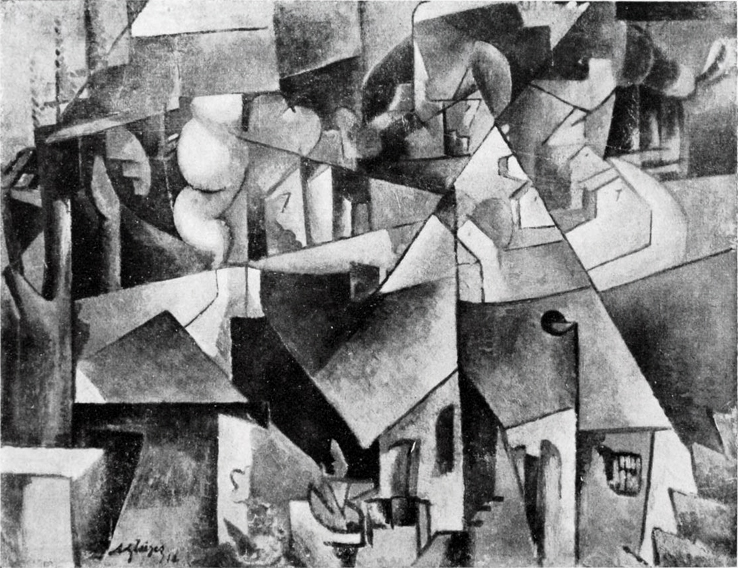
Paysage près de Paris (1912), olja på duk, 62 x 44 cm. Svartvit reproduktion i en bok om kubismen från 1920. Målningen var utlånad av en privatperson till Landesmuseum i Hannover när den beslagtogs av staten 1937. Dess öde okänt efter 1941.
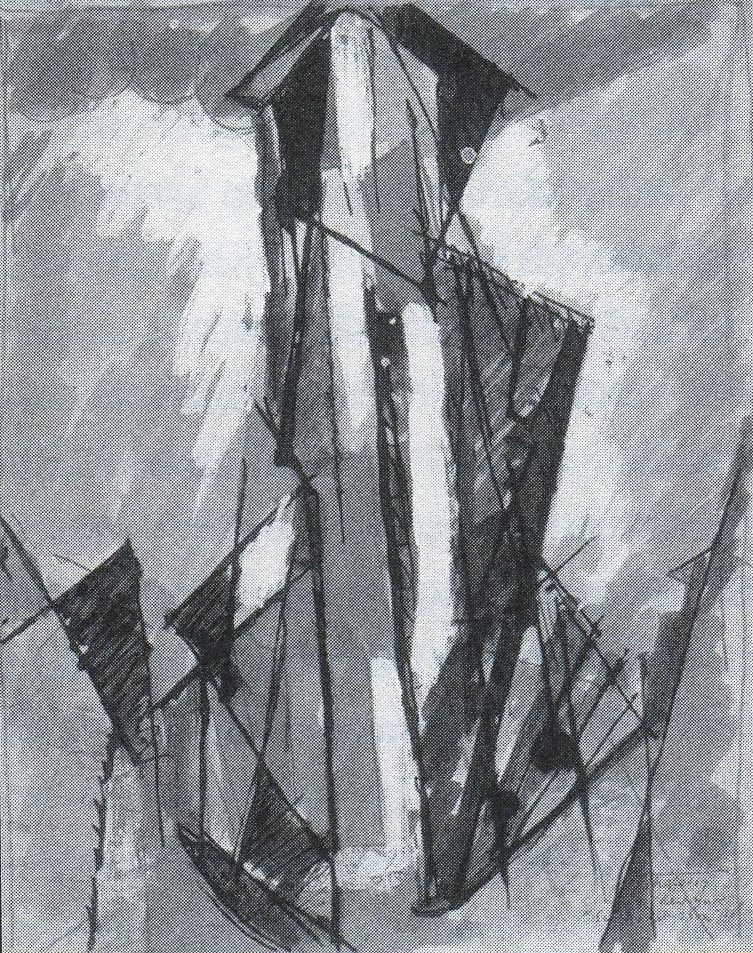
Sur le Flat-iron (1916), 27x21cm, blyerts, bläck och gouache, en abstraktion av Flatiron Building i New York. (The University of Michigan Museum of Art)
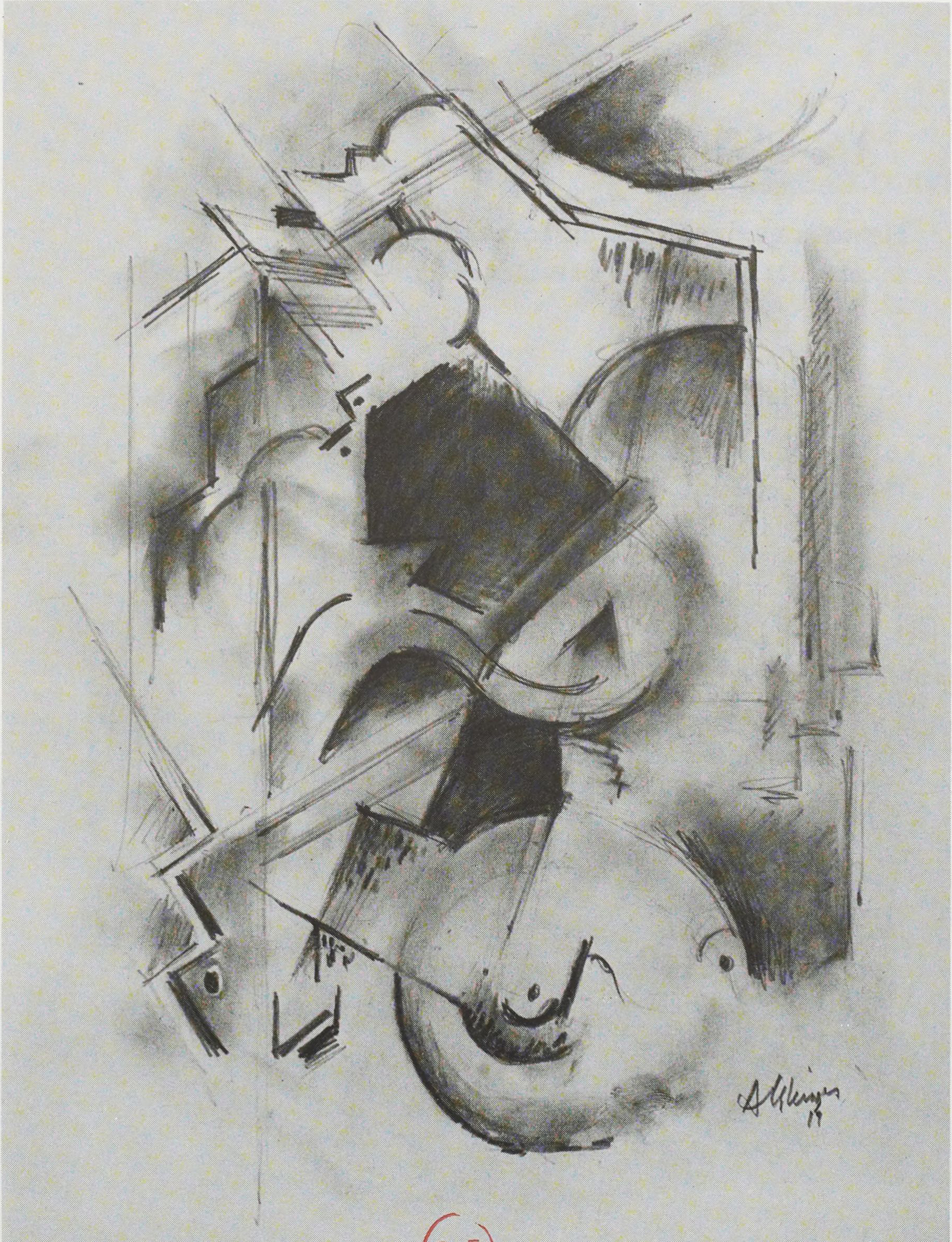
Portrait de Florent Schmitt (Le Pianiste) (1914-15), pastell, 36x27cm.

## Skrifter
- Tillsammans med Jean Metzinger: Du "Cubisme" (1912) (Paris: Eugène Figuière Éditeurs)